# Чертково (станция)
Чертко́во — бывшая железнодорожная станция Ростовского региона Северо-Кавказской железной дороги, находившаяся в посёлке Чертково Чертковского района Ростовской области. Ликвидирована осенью 2019 года. Участок Шептуховка — Чертково закрыт для движения поездов.
Находится на границе Ростовской области (Чертковский район, Чертково) и  Луганской области (Меловский район, Меловое) (станция — в Ростовской области).

## История

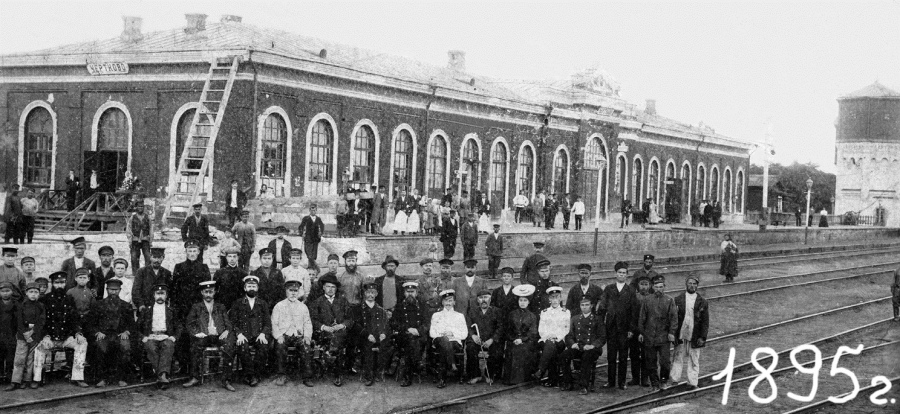
Здание вокзала, 1895 год

Станция была заложена 14 августа 1869 года при прокладке южного крыла Юго-Восточной железной дороги, на границе области Войска Донского и Харьковской губернии. Названа в честь Войскового атамана Михаила Ивановича Черткова, по ходатайству которого и было начато строительство железнодорожной линии.
В 1873 году на станции второго класса Чертково находились каменное одноэтажное здание вокзала, одна пассажирская и две товарные платформы, паровозное депо на 12 локомотивов, резервуар для воды, две каменных и восемь деревянных построек, бани, прачечная с тремя печами и другие подсобные помещения. На станции работали буфеты, книжные и газетные киоски. Техническое оснащение всей линии и станции Чертково в частности отвечало новейшим тенденциям того времени: эксплуатировались радиотелеграфные аппараты Маркони, осуществляющие обмен информацией при помощи азбуки Морзе. Железнодорожная станция Чертково положила начало истории одноимённого поселения. К началу XX века в железнодорожном поселке были построены жилые дома, церковь, питейный дом с ночлежкой, больница, железнодорожная школа и одноклассное училище.
В августе 2009 года на привокзальной площади состоялось открытие бюста основателю посёлка Михаилу Ивановичу Черткову. Мероприятие было приурочено к празднованию 140 лет со дня основания Чертково.

## Маршруты пригородного сообщения
С 28 ноября 2018 года пригородные поезда со станции Чертково были переведены на станцию Кутейниково на железнодорожном обходе Украины. Оставшиеся поезда теперь ходят только до станции Шептуховка.

## Дальнее следование по станции
С 10 декабря 2017 года все пассажирские поезда, ранее курсировавшие через Чертково, начали следовать по линии Журавка — Боченково, проложенной в 2015—2017 годах в стороне от государственной границы России и Украины. Дальнее сообщение пассажирских поездов отсутствует (его обслуживает станция Кутейниково на новой обходной линии, де-факто дублирующая станцию Чертково).

## Галерея

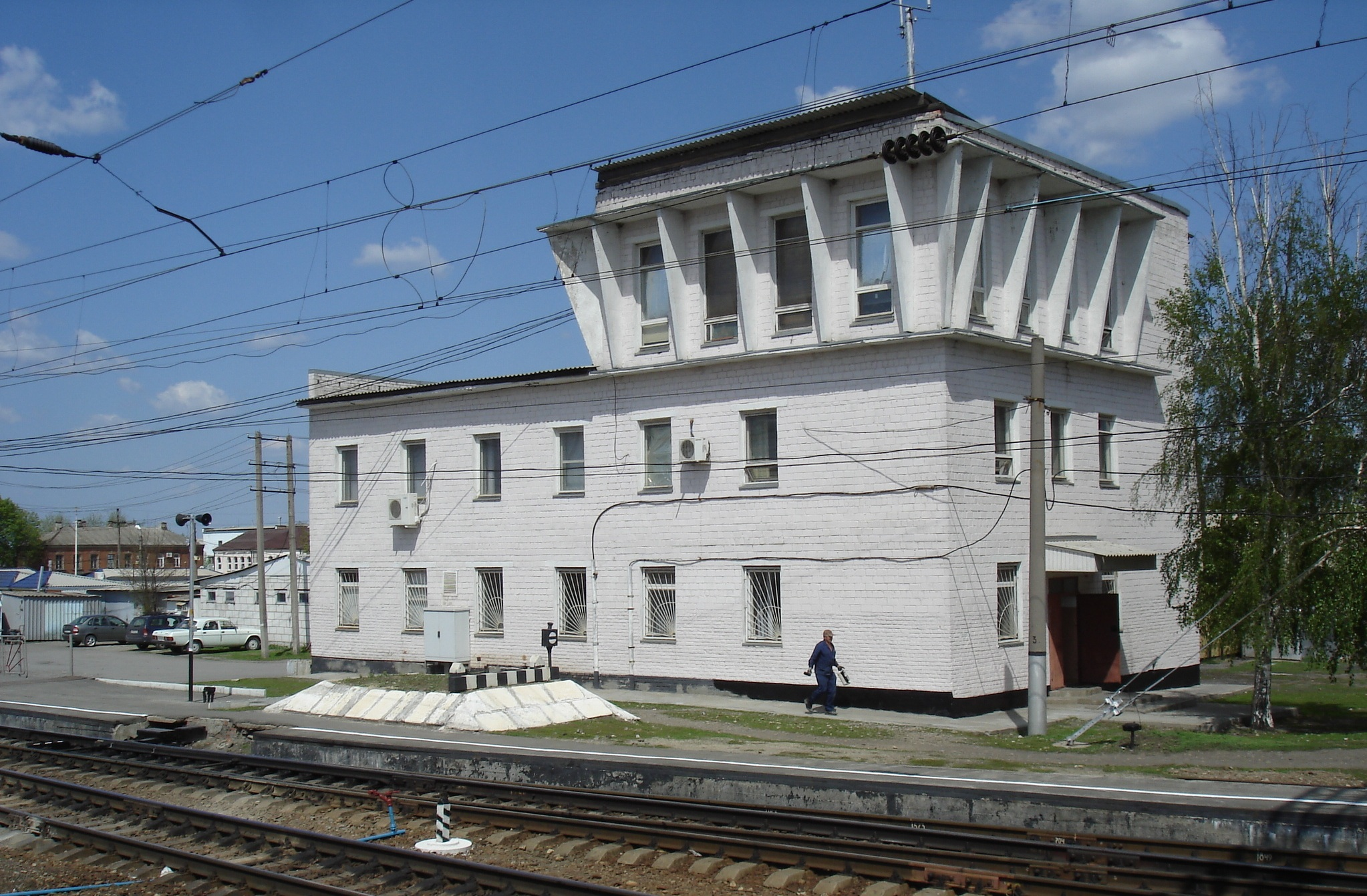
Здание диспетчерской службы
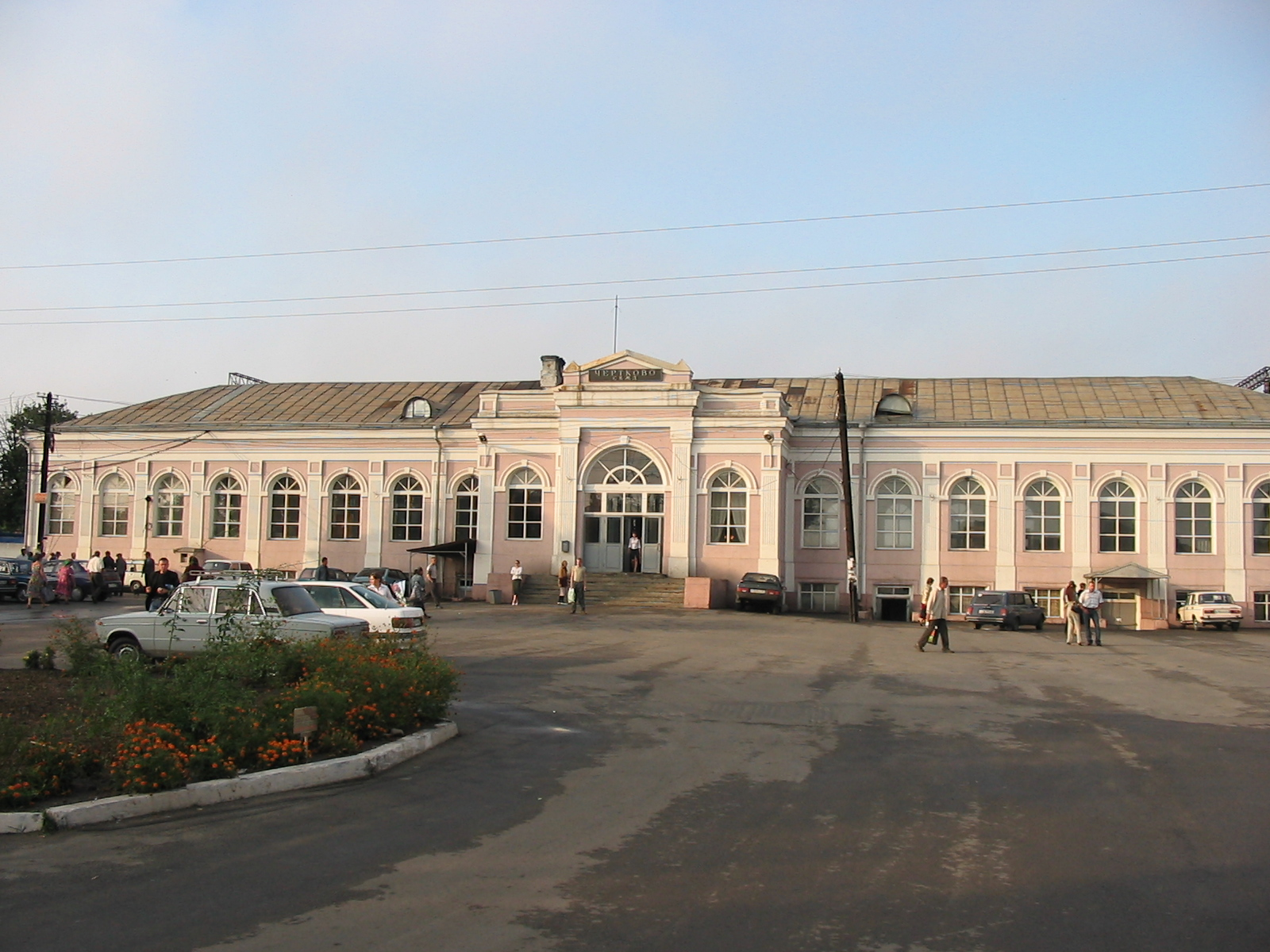
Здание вокзала
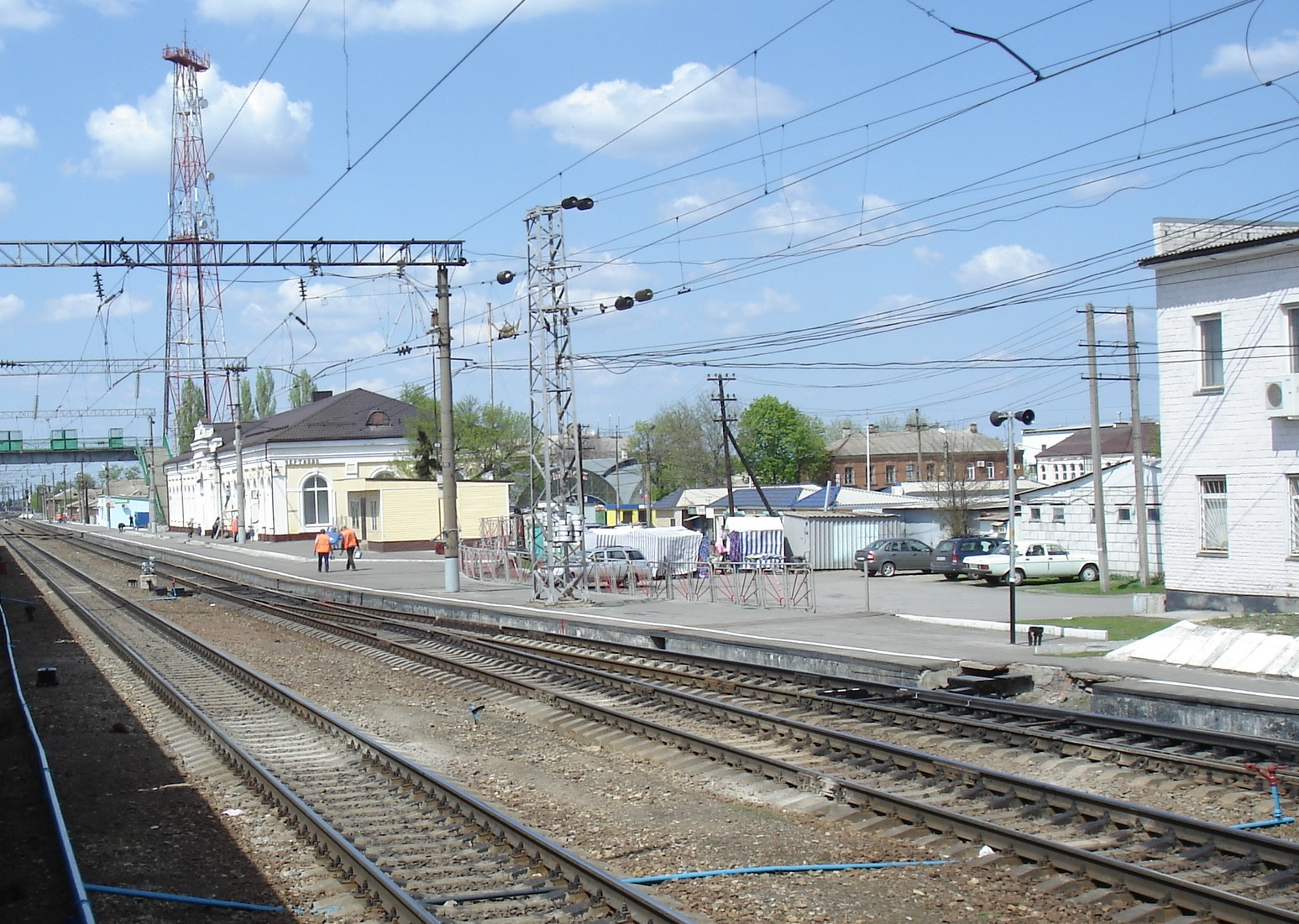
Путевое развитие
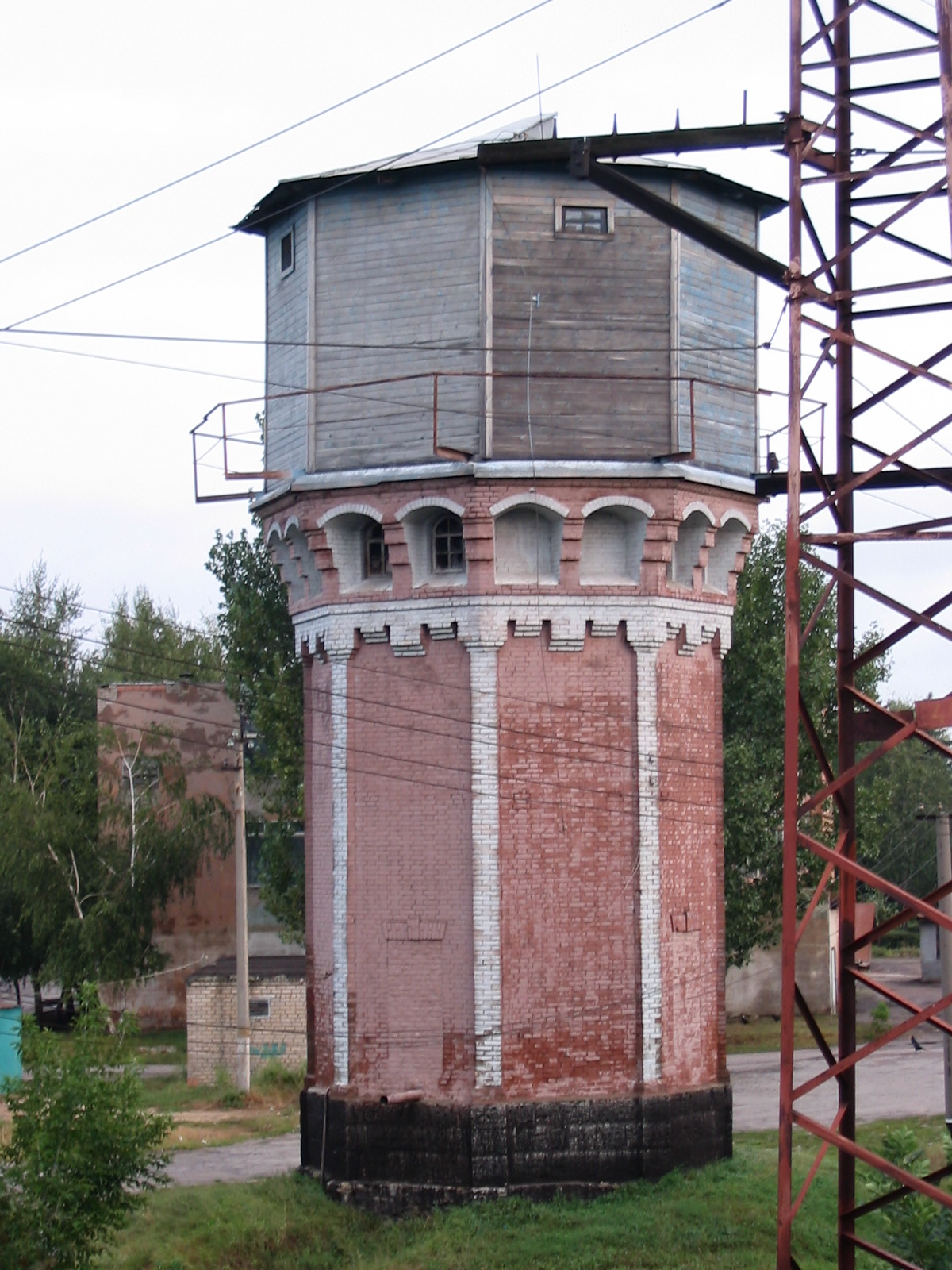
Водонапорная башня